# Poisvilliers
Poisvilliers is een gemeente in het Franse departement Eure-et-Loir (regio Centre-Val de Loire) en telt 287 inwoners (2004). De plaats maakt deel uit van het arrondissement Chartres.

## Geografie
De oppervlakte van Poisvilliers bedraagt 10,6 km², de bevolkingsdichtheid is 27,1 inwoners per km².
De onderstaande kaart toont de ligging van Poisvilliers met de belangrijkste infrastructuur en aangrenzende gemeenten.

## Demografie
Onderstaande figuur toont het verloop van het inwonertal (bron: INSEE-tellingen).